# Atarba trimelania
Atarba trimelania är en tvåvingeart som beskrevs av Alexander 1963. Atarba trimelania ingår i släktet Atarba och familjen småharkrankar. Inga underarter finns listade i Catalogue of Life.